# Coco Yoshizawa
Coco Yoshizawa (en japonés: 吉沢恋, よしざわ ここ, Yoshizawa Koko; 22 de septiembre de 2009) es una deportista japonesa que compite en skateboarding, en la modalidad de calle. Participó en los Juegos Olímpicos de París 2024, obteniendo una medalla de oro en la prueba individual.

## Palmarés internacional
| Juegos Olímpicos | Juegos Olímpicos | Juegos Olímpicos | Juegos Olímpicos |
| Año              | Lugar            | Medalla          | Prueba           |
| ---------------- | ---------------- | ---------------- | ---------------- |
| 2024             | París (Francia)  | Medalla de oro   | Calle            |